# Trygve Brodahl
Trygve Brodahl   (Hønefoss, 20 d'agost de 1905 - Hønefoss, 11 d'abril de 1996) fou un esquiador de fons noruec que va competir durant la dècada de 1930.
El 1936 va prendre part en els Jocs Olímpics d'Hivern de Garmisch-Partenkirchen, on fou onzè en la cursa dels 50 quilòmetres del programa d'esquí de fons.
En el seu palmarès destaquen dues medalles de plata i una de bronze al Campionat del Món d'esquí nòrdic, el 1930 i 1935. El 1939 va guanyar la prova d'esquí de fons de 18 quilòmetres al festival d'esquí Holmenkollen. Gràcies als seus èxits va rebre la medalla Holmenkollen aquell mateix 1939, medalla que compartí amb Sven Selånger i Lars Bergendahl.